# Autoretrat amb armilla verda
Autoretrat amb armilla verda (en francès, Autoportrait au gilet vert) és el nom amb què és conegut l'autorretrat més cèlebre del romàntic francès Eugène Delacroix, pintat l'any 1837 i que es troba des de 1872 al museu del Louvre, a París.

## Tema
Delacroix va passar la seva vida a tenir molta cura de la imatge que donava d'ell mateix, que volia que fos un ideal que s'havia forjat. Per exemple, va prodigar recomendacions als artistes que el van voler pintar, només va acceptar posar per a fotògrafs amb moltes reticències i va estipular al seu testament que els seus trets no podien ser reproduïts "ni per enmotllat, ni dibuix ni fotografia" després de la seva mort, però aquestes últimes voluntats no s'han respectat.

## Descripció
El quadre mostra un retrat del mateix autor en un pla americà i un gir tres quarts, mirant cap a l'esquerra. Està vestit amb camisa blanca, armilla verda i xaqueta negra, amb possiblement el coll de vellut. El vert de l'armilla destaca entre els tons marronosos de la resta del quadre i el fet que no la porti en altres autorretrats seus és el que ha fet que aquest s'acabi coneixent per de l'armilla verda. La figura està lleugerament descentrada a la dreta, sent l'espai cap on ell mira, el de la dreta, més clar (més lluminós) i més ample. El personatge, com a la majoria dels altres autorretrats seus, desprèn una certa elegància distant.

## Estil
La pintura, al contrari que les altres seves (no autorretrats) és més aviat continguda en la seva expressivitat. Per a alguns crítics això respon a la voluntat de l'artista de deixar per a la posteritat la imatge idealitzada d'ell mateix que amb molta disciplina estava intentant deixar, a la qual amagaria una "sensibilitat exarcerbada" sota una màscara d'impassibilitat, que alguns interpreten com un orgull malaltís. Però no és del tot estàtica, ja que sembla que s'estigui girant vers l'espectador; ni absolutament inexpressiva, els ulls es dirigeixen a l'espectador d'una manera que alguns interpreten com inquisidora o orgullosa, com desafiant a qui l'està observant. Els colors són ocres, marrons i negres, amb taques de color blanc (rostre, molt clar, i camisa) i verd maragda (armilla). Són colors que en altres quadres ha utilitzat per a mostrar la foscor i la natura salvatge. El rostre està més detallat i il·luminat que la resta del cos, és la seva tècnica típica per a atreure-hi l'atenció.
El pintor posa per al quadre de manera segura i sense la teatralitat mostrada, per exemple, en la seva joventut i abans d'esdevenir cèlebre, Autoretrat com a Ravenswood o com a Hamlet, molt diferenta, a la que es caracteritza d'un personatge novel·lesc de Walter Scott, utilitza tons negres, tenebrosos i misteriosos, molt del gust romàntic i mostra un rostre atormentat. En comparació, l'autorretrat amb armilla verda mostra un Delacroix més madur.